# Medaille für ausgezeichnete Leistungen im Wettbewerb
Die Medaille für ausgezeichnete Leistungen im Wettbewerb war eine staatliche Auszeichnung  der Deutschen Demokratischen Republik (DDR), welche in Form einer tragbaren Medaille verliehen wurde.

## Geschichte
Die Medaille wurde am 1. November 1953 in einer Stufe gestiftet. Sie konnte für hohe Leistungen und beispielgebende Initiativen im sozialistischen Wettbewerb, die zur allseitigen Erfüllung und gezielten Überbietung des Volkswirtschaftsplanes verliehen werden. Insbesondere für Indikationsfaktoren die zu einer höheren Produktivität  und Effektivität geführt hatten. Die Medaille selbst konnte an Einzelpersonen wie auch Kollektive bis zu 25 Mitglieder verliehen werden, aber auch an Kollektive von deutlich mehr als 25 Mitglieder, wenn diese untrennbar mit der Leistung verbunden war. In der Regel wurde sie nur einmal nebst Urkunde und einer Prämie verliehen. Die Verleihung erfolgte durch die Minister und die Leiter der anderen zentralen Staatsorgane der DDR, aber auch durch die Vorsitzenden der Räte der Bezirke alljährlich zum 1. Mai sowie zum 7. Oktober, den Tag der Republik.

## Aussehen und Trageweise

### Erste Form
Die erste Ausführung dieser Medaille, die von 1956 bis zur Vereinheitlichung 1964 verliehen wurde, ist rund, vergoldet und hat die Maße 29,5 mm in der Höhe sowie eine Breite von 29 mm. Umschlossen wird der Mittelteil von einem 5 mm starken Schriftring mit der goldenen Aufschrift: FÜR AUSGEZEICHNETE LEISTUNGEN IM WETTBEWERB (unten) und oben über den Medaillenrand herausgerückt den Bereich, indem die Medaille verliehen wurde. Das Mittelmedaillon zeigt jeweils eine Symbolik aus dem Fachbereich. So z. B. in der Wasserwirtschaft durch die Darstellung einer Talsperre umschlossen von zwei halbkreisförmigen Lorbeerzweigen. Dieser Lorbeerzweig ist bei allen Varianten zu finden. Bisher sind folgende Bereiche bekannt geworden:
- Außenhandel
- Bauindustrie
- Baustoffindustrie
- Berg- und Hüttenwesen
- Chemische Industrie
- Deutsche Post
- Eisenbahn
- Kohle und Energie
- Konsumgenossenschaft
- Kraftverkehr und Straßenwesen
- Kultur
- Land- und Forstwirtschaft
- Lebensmittelindustrie
- Leichtindustrie
- Maschinenbau
- Pharmazie
- Schifffahrt
- Schwerindustrie
- Staatlicher Einzelhandel
- Staatlicher Großhandel
- VEAB
- Wasserwirtschaft

Das Revers der Medaille ist dagegen glatt und leer und zeigt nur eine waagerecht aufgelötete Nadel mit Gegenhaken. Getragen wurde die Medaille als Steckkreuz auf der linken oberen Brustseite.

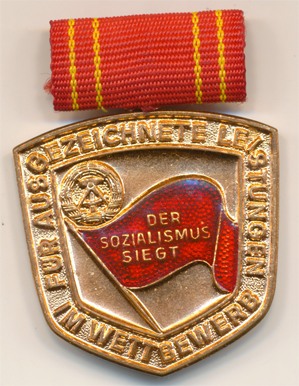
Medaille für ausgezeichnete Leistungen im Wettbewerb (Einheitliche Ausgabe)

### Zweite Form
Die 1964 eingeführte einheitliche Form der Medaille ist schildförmig, hat die Maße 34 × 34 mm und ist bronzefarben. Sie zeigt auf ihrem Avers mittig eine rote emaillierte, spätere lackierte wehende Fahne mit der Inschrift: DER / SOZIALISMUS / SIEGT auf gekörnten Grund, und links darüber das kleine 8 mm durchmessende Staatswappen der DDR. Umschlossen wird das ganze von einem Schriftband ebenfalls in Schildform mit der Umschrift: FÜR AUSGEZEICHNETE LEISTUNGEN IM WETTBEWERB. Das Revers der Medaille ist dagegen glatt und leer. Getragen wurde die Medaille an der linken oberen Brustseite an einer 25 × 12 mm großen rot bezogenen Spange, in welches beiderseits 3 mm vom Rand entfernt je zwei gelbe 0,8 mm breite senkrechte Mittelstreifen eingewebt waren, deren Abstand zueinander ebenfalls 3 mm betrug. Die Interimsspange war von gleicher Beschaffenheit.